# Amadou Sagna
Amadou Sagna (Senegal, 10 de junio de 1999) es un futbolista senegalés que juega como delantero en el E. A. Guingamp de la Ligue 2 de Francia.

## Selección nacional
Formó parte de la plantilla de Senegal que disputa la Copa Mundial de Fútbol Sub-20 de 2019.

### Participaciones en Copas del Mundo
| Mundial                     | Sede    | Resultado        | Partidos | Goles |
| --------------------------- | ------- | ---------------- | -------- | ----- |
| Copa Mundial Sub-20 de 2019 | Polonia | Cuartos de final | 5        | 3     |

## Récord
En su debut en la Copa Mundial de Fútbol Sub-20 de 2019 anotó un triplete y el gol más rápido en la historia de la competición ante Tahití.

## Clubes
| Club                    | País    | Año       |
| ----------------------- | ------- | --------- |
| Cayor Foot              | Senegal | ?-2019    |
| Club Brujas             | Bélgica | 2019-2020 |
| K. V. Oostende (cedido) | Bélgica | 2020      |
| Club NXT                | Bélgica | 2021-2022 |
| Stade Briochin (cedido) | Francia | 2021-2022 |
| Chamois Niortais F. C.  | Francia | 2022-2023 |
| E. A. Guingamp          | Francia | 2023-     |